# Wyhl am Kaiserstuhl
Wyhl am Kaiserstuhl (IPA: [viːl])   è un comune tedesco di 3 667 abitanti, situato nel land del Baden-Württemberg.